# Yamba
Yamba è un dipartimento del Burkina Faso classificato come comune, situato nella Provincia di Gourma, facente parte della Regione dell'Est.
Il dipartimento si compone del capoluogo e di altri 24 villaggi: Bogolé, Bonga, Diangou, Diankongou, Didcomba, Doaligou, Kondouagou, Kondridoaga, Kouadigou-Yamba, Koulga, Nacouendougou-Dinyala, Nayouri, Oboungouni, Onadiagouni, Pendianga, Sambialgou, Sougoudou, Tagou, Tamboangou, Tandyari, Tantiaka-Kouadigou, Tantiaka-Yamba, Tembou e Yagou.